# Constanciano (tribuno do estábulo)
Constanciano (em latim: Constantianus) foi um oficial romano do século IV, ativo sob os imperadores Juliano, o Apóstata (r. 361–363) e Valentiniano I (r. 364–375). Era filho de Justo e irmão de Cereal e da futura imperatriz Justina (r. 370–375). Em 363, serviu como tribuno durante a campanha de Juliano ao Império Sassânida. Em 369, quando servia como tribuno do estábulo, faleceu em combate na Gália e foi talvez sucedido por seu irmão.